# فيليبس والر سميث
فيليبس والر سميث (بالإنجليزية: Phillips Waller Smith) هو ضابط أمريكي، ولد في 28 يونيو 1906، وتوفي في 16 فبراير 1963.